# Dombeya obovalis
Dombeya obovalis är en malvaväxtart som beskrevs av Henri Ernest Baillon. Dombeya obovalis ingår i släktet Dombeya och familjen malvaväxter. Inga underarter finns listade i Catalogue of Life.